# Guillaume de Neuchâtel
Guillaume de Neuchâtel est un saint de l'Église catholique originaire de Neuchâtel, radié du propre des saints du diocèse de Lausanne au XIXe siècle. Il fut chanoine de la collégiale de Neuchâtel, chapelain et chancelier du comte de Neuchâtel dans le premier quart du XIIIe siècle. Son culte a été vivace jusqu'à la Réforme protestante, mais est tombé en désuétude ensuite.

## Sources
- Yann Dahhaoui et Jean-Daniel Morerod (éd.), Saint Guillaume de Neuchâtel : nouveaux documents, nouvelles perspectives. Actes du colloque du 11 octobre 2008, Revue historique neuchâteloise 2009.
- Un saint neuchâtelois, Société d'histoire et d'archéologie du canton de Neuchâtel
- Guillaume de Neuchâtel, In Illo Tempore